# John Stanier
John Stanier (Baltimora, 2 agosto 1968) è un batterista statunitense, noto soprattutto per la sua attività con il gruppo alternative metal Helmet.

## Biografia
Dopo essersi trasferito in Florida, studia percussioni per orchestra alla University of South Florida, ma non prese mai lezioni per suonare la classica batteria. Tra le sue influenze cita Neil Peart dei Rush, John Bonham, Billy Cobham, Bill Bruford, Terry Bozzio, Carl Palmer e Larry White. Il modo di suonare di Stanier viene citato come influenza sui batteristi degli anni novanta. In Florida suona con molti gruppi della locale scena hardcore, fino a che nel 1989 viene chiamato da Page Hamilton a formare gli Helmet, con i quali suonerà per circa dieci anni (dal 1989 al 1998), e con i quali inciderà quattro album (Strap It On, Meantime, Betty e Aftertaste).
La separazione dagli Helmet del 1998 fu piuttosto dura per lui, e non volle parlare per lungo tempo dei motivi della separazione. Si prese quindi un po' di tempo per dedicarsi ad altre attività, prima di cercare un altro gruppo con cui suonare. Essendo un accanito fan dell'Hip hop, fece per circa un anno e mezzo il DJ. La sua inattività era dovuta anche alla rottura di un polso. Dall'anno 2000 iniziò a collaborare con vari gruppi, tra i quali i Pitchshifter per il loro album Deviant. Attualmente fa parte di ben tre gruppi: The Mark of Cain, Tomahawk e Battles. Ha anche partecipato alla realizzazione dell'omonimo album di debutto della bassista Melissa Auf der Maur (ex-Hole e Smashing Pumpkins) del 2004.

## Discografia

### Con gli Helmet
Album in studio
- 1990 - Strap It On
- 1992 - Meantime
- 1994 - Betty
- 1997 - Aftertaste

#### Raccolte
- 1995 - Born Annoying

Singoli
- 1992 - Unsung
- 1992 - Give It
- 1993 - In the Meantime
- 1993 - Just Another Victim
- 1994 - Milquetoast
- 1994 - Biscuits for Smut
- 1994 - Wilma's Rainbow
- 1997 - Exactly What You Wanted
- 1997 - Like I Care

### Con i The Mark of Cain
- 2001 - This is This
- 2012 - Songs of the Third & Fifth

### Con i Tomahawk
Album in studio
- 2001 - Tomahawk
- 2003 - Mit Gas
- 2007 - Anonymous

Singoli
- 2007 - Sun Dance

### Con i Battles
Album in studio
- 2007 - Mirrored
- 2011 - Gloss Drop

EP
- 2004 - EP C
- 2004 - B EP
- 2004 - EPC
- 2007 - Lives
- 2007 - Tonto+

Raccolte
- 2006 - EP C/B EP
- 2009 - Warp20 (Chosen)
- 2012 - Dross Glop

Singoli
- 2004 - Tras
- 2007 - Atlas
- 2007 - Tonto
- 2010 - The Line
- 2010 - Ice Cream
- 2011 - My Machines

### Altre apparizioni
- 2000 - Pitchshifter – Deviant
- 2001 - Primer 55 – (the) New Release
- 2001 - Align – Some Breaking News
- 2003 - Cage – Weatherproof
- 2004 - Melissa Auf der Maur – Auf der Maur
- 2004 - Helmet – Unsung: The Best of Helmet (1991-1997)
- 2007 - Primer 55 – Family for Life
- 2007 - Prefuse 73 – Preparations
- 2009 - The Field – Yesterday and Today